# San Bartolomé de Tirajana
San Bartolomé de Tirajana es un municipio español perteneciente a la isla de Gran Canaria, en la provincia de Las Palmas, comunidad autónoma de Canarias. Es el municipio más extenso de Gran Canaria.
La capital del municipio es el pueblo agrícola de Tunte, situada en la llamada caldera de Tirajana.
En este municipio se encuentra el primer destino mundial en la oferta de apartamentos y bungalós, Maspalomas, un lugar que logró situarse a partir de los años sesenta y durante varias décadas en la cúspide del turismo a raíz de su modelo urbanístico inicial.[cita requerida]
En el año 2012 San Bartolomé de Tirajana, junto a los municipios de Mogán, también en Gran Canaria, y Tías, en la isla de Lanzarote, quedaron a la cabeza de la ocupación de apartamentos en Canarias.

## Geografía
Localizado en el sur de la isla, a 54,5 kilómetros de la capital insular, el municipio presenta forma triangular con un vértice en el interior y una ancha base que abarca buena parte del litoral meridional de Gran Canaria.
Con 333,13 km² de superficie, es el municipio de mayor extensión de la isla, cubriendo más de su quinta parte. Limita con los municipios de Tejeda, Mogán, Santa Lucía de Tirajana, Vega de San Mateo y Valsequillo
La cabecera municipal, el núcleo rural de Tunte, se localiza a 850 m s. n. m, alcanzándose la cota máxima municipal a 1 957,3 m s. n. m. en la elevación conocida como Morro de la Agujereada.

### Orografía
El centro de la costa del municipio se caracteriza por sus playas de arena dorada, muy largas y anchas, así como por el campo de dunas de Maspalomas y su charca de agua salobre. El extremo norte de la costa es por el contrario pedregoso, y el extremo sur es acantilado. 
Por encima de la costa se extiende una amplia llanura litoral, plenamente urbanizada, que poco a poco va elevándose para, surcada por profundos barrancos, dirigirse hacia las montañas del centro de la isla.
Evolución del suelo urbano, según el Catastro (datos de 2010): suelo urbano en 2006: 1586 hectáreas; suelo urbano en 2007: 1612 hectáreas; suelo urbano en 2008: 1635 hectáreas; suelo urbano en 2009: 1649 hectáreas; suelo urbano en 2010: 1657 hectáreas, que suponen un 5,2 % del suelo total del municipio.

### Clima
Las condiciones climáticas vienen dadas por la posición a sotavento de la isla y, por tanto, al resguardo de los vientos húmedos del noreste. Ello da lugar a unas precipitaciones escasas y concentradas en los meses de invierno y a unas temperaturas agradables prácticamente todo el año.
La media anual de temperatura es de 15,8 °C, siendo el mes más frío enero con 12,1 °C y el más caluroso agosto con una media de 20,5 °C. En cuanto a las precipitaciones, el promedio es de 307 mm al año.
Ello justifica que la temporada alta turística se extienda desde septiembre-octubre hasta abril, época del año en el que las suaves temperaturas convierten a la isla en destino para el turismo europeo.

### Zonas protegidas
El municipio posee buena parte de su superficie incluida en la Red Canaria de Espacios Naturales Protegidos. Íntegramente en su término se encuentran el monumento natural de los Riscos de Tirajana, el parque natural de Pilancones, el paisaje protegido de Fataga, la reserva natural especial de las Dunas de Maspalomas y el sitio de interés científico de Juncalillo del Sur. Además, comparte con los municipios limítrofes el parque rural del Nublo y la reserva natural especial de Los Marteles.
Todos estos espacios se hallan igualmente incluidos en la Red Natura 2000 como Zonas Especiales de Conservación —ZEC—, a las que se suman los macizos de Amurga y Tauro, así como la franja costera desde la punta del Tarajalillo hasta la de Maspalomas debido a la existencia de praderas submarinas de sebas conocidas por sebadales. La superficie del paisaje protegido de Fataga, de Pilancones y del parque rural del Nublo son también Zona de especial protección para las aves —ZEPA—.
El municipio cuenta además con el monte de utilidad pública de San Bartolomé, La Plata y Maspalomas, así como con el de Montaña del Rey.

## Historia

### Época aborigen
La zona estuvo poblada al menos desde el siglo IV o V, según dataciones de restos arqueológicos de la necrópolis de Arteara.
Hasta la incorporación por conquista a la Corona de Castilla, perteneció a uno de los dos reinos o guanartematos de Gran Canaria, en concreto el Guanartemato de Telde.
Por la documentación histórica relativa a los posteriores repartimientos de tierra se sabe que existían tres poblados aborígenes muy próximos, Taidia, Tirajana y Tunte. Tirajana era el mayor de ellos, con más de cien cuevas habitaciones, graneros y necrópolis. Taidia, con cuevas al naciente y el poniente del Pan de Azúcar o Los Riscos Blancos, aparece en plural en los documentos antiguos. Al pie del risco estaba el almogarén de Humiaga, destruido el 24 de agosto de 1479 por el conquistador Pedro Hernández Cabrón.
En el lugar donde ahora se halla el pueblo de San Bartolomé de Tirajana, lugar por aquel entonces boscoso y fértil, se hallaba previamente el prehispánico poblado de Tunte. Queda allí aún en pie una casa de los aborígenes canarios de esa época que ha seguido teniendo uso como vivienda particular hasta la actualidad (es por fuera circular y con gruesos muros, pero se ha encalado las paredes interiores, se ha colocado piso y se ha sustituido la techumbre por una cubierta de tejas a dos aguas, dejándola irreconocible). La población prehispánica, que se dedicaba a la agricultura y ganadería, se fue concentrando en las medianías, por la mayor fertilidad y recursos hídricos de la zona, y por huir de piratas y luego de los conquistadores.

### La conquista y elsigloXV
En el día de San Bartolomé de 1479, los castellanos dirigidos por el Obispo Juan de Frías y el capitán Pedro Hernández Cabrón sufrieron una seria derrota en las cercanías de la Caldera de Tirajana (por lo que prometieron al Santo una iglesia si finalmente les era propicio), pero en 1484 la conquista de la isla se había completado prácticamente por las tropas de los Reyes Católicos bajo el mando de Pedro de Vera. 
Los últimos intentos de resistencia de los pobladores aborígenes se produjeron en las zonas montañosas de los municipios de San Bartolomé de Tirajana y Santa Lucía de Tirajana, en el lugar denominado Ansite. La actual fortaleza de Ansite es sólo uno de los posibles emplazamientos de tales últimos lugares de refugio, exactamente no se sabe su localización. Vista la inutilidad de la defensa, y obligados por el hambre y la superioridad militar de sus oponentes, algunos se suicidaron tirándose por los riscos, y otros se entregaron. Capitularon el 16 de marzo de 1485, dando fin a la conquista de la isla.
Los aborígenes del municipio se beneficiaron tras la conquista de la orden de los Reyes Católicos de respetar en las islas realengas (Gran Canaria, La Palma y Tenerife), la libertad de los aborígenes que fuesen de paces y que estuviesen «instruidos en el cristianismo o en vías de ello»; pero a «los de guerra» era legal reducirlos a esclavitud; ante alguno abusos de algunos mandos, que intentaban esclavizar ilegalmente a aborígenes pacíficos, los Reyes Católicos intervinieron en su favor por medio de sus oficiales y procuradores.
La comarca de Los Tirajanas pasó a ser parte del Señorío de Agüimes (lo que luego sería el municipio de Santa Lucía de Tirajana), con frontera jurisdiccional en el barranco de Tirajana. Puesto que Gran Canaria era una isla de realengo (conquistada no por nobles con concesión real, sino directamente por la Corona) ya antes de la culminación de la conquista, Pedro de Vera comenzó a hacer repartimientos de tierras en propiedad por encargo de los Reyes Católicos (entre los participantes o financiadores de la conquista, «según su merecimiento y estado»), que terminaron el año de la Conquista, pero se revisaron posteriormente por comisionados reales ante los abusos e injusticias cometidos. Tirajana se repartió al final, formando el tercer distrito de reparto. No toda la tierra del distrito se repartió, quedando grandes zonas de propiedad real y uso comunal.
En 1494, los Reyes Católicos otorgan graciosamente el fuero de Gran Canaria, siguiendo el modelo de los fueros castellanos, pero sobre todo de los de Sevilla y la recién conquistada Granada. En el citado fuero, en vez de contener un listado de derechos o privilegios para los habitantes aforados, se regulaba la organización territorial de la isla, con algunos cargos decisivos directamente nombrados por el Rey y otros por los pobladores. Se instituyó un Cabildo, con sede en Las Palmas de GC., que regía sobre toda la isla. En los pueblos con parroquia propia, existía además un alcalde pedáneo o real (nombrado por el Corregidor, cabildo, la Audiencia o conjuntamente por varios de estos, en distintos períodos), dos diputados del común (elegidos desde 1766), y un síndico personero.
- Desde el punto de vista eclesiástico, la isla fue dividida tras la conquista en tres beneficios eclesiásticos: Las Palmas, Gáldar y Telde, dependiendo San Bartolomé de Tirajana del de Telde; posteriormente en cada una de tales zonas se fueron creando parroquias con el tiempo. Nada más conquistarse el municipio, se inicia la construcción de la iglesia en San Bartolomé de Tirajana/Tunte, que se conserva con un magnífico techo artesonado mudéjar.

### SigloXVI
En 1502 Cristóbal Colón ancló en Maspalomas al precisar agua y leña para su cuarto viaje a América. Una estatua de Cristóbal Colón fue erigida en 2002, cerca de la playa de Maspalomas, para conmemorar el V centenario, con la siguiente inscripción: «Cristóbal Colón visitó este hermoso lugar el 24 de mayo de 1502. Después de hacer aguada y descansar un día continuó su viaje hacia lo que creía Cristóbal Colón era el extremo oriental del continente Asia».
El primer cura residente llegó en 1535. En 1537 aparecen las primeras noticias de la existencia de salinas en Castillo del Romeral.
En el siglo XVI y en el siguiente se produce la manumisión de los negros que trabajaban en las plantaciones de caña. Pasan a ser libres, pero de una clase social inferior. Poco a poco se va produciendo el mestizaje entre los habitantes de origen hispano, prehispánico, negros y moriscos.
La ganadería se centra sobre todo en la ganadería caprina. En el siglo XVI aparecen el ganado ovino y los camellos, siendo sustituidos paulatinamente por los caballos, vacas y asnos, cebada y el trigo. Otro cultivo igualmente importante en el siglo XVI fue la caña de azúcar, cuya producción se destinaba a la exportación hacia mercados como las colonias de América y ciudades comerciales de Flandes, dando grandes beneficios.
La playa de Maspalomas servía como puerto natural y por ello eran transitadas por barcos pesqueros, barcos que transportaban madera de los bosques del lugar a otros puertos de la isla o fuera de la isla, o barcos que hacían la ruta a las indias, como Colón en su cuarto viaje en 1502. Los piratas (ingleses, holandeses, franceses o turcos) visitaron la costa desde el siglo XVI hasta el primer tercio del siglo XIX; el holandés Pieter van der Does tras su intento frustrado de invasión de la isla en 1599, desembarcó en Maspalomas para enterrar a sus muertos y abastecerse de agua y leña.

### SigloXVII
Entre 1609 y 1619 se crean tres enormes mayorazgos en San Bartolomé de Tirajana: el de Francisco Amoreto, el de Alejandro Amoreto, y el de la Casa de Rocha (incluyendo las salinas de Castillo del Romeral). Con los mayorazgos se intenta impedir la división de las tierras, para mantener la posición económica y social de las familias correspondientes.
En 1624 el Cabildo vende la Data de Maspalomas al capitán y regidor Simón Lorenzo de Acosta a cambio del pago de un censo perpetuo, que lo revende en 1630 a la familia Pérez Villanueva. En 1635 la venta inicial fue anulada por el enviado del Rey entendiendo que el Cabildo no podía vender estas tierras realengas, pero finalmente el Rey Carlos II lo confirma en una Real Cédula de 1680. Pasaron pues 50 años para que se legalizara la venta de estos terrenos que lindaban al norte con Arteara, al sur con el mar, al oeste con Ayagaures y al este con las Casillas de Lezcano, incluyendo las aguas del barranco de Fataga y el Charco de Maspalomas, con sus pastos y abejeras salvajes. 
A partir de entonces Maspalomas y el Charco se convirtieron en una unidad de explotación agraria, el cortijo de Maspalomas, que iba a permitir el poblamiento progresivo de la zona por colonos. Estas tierras se partieron y revendieron en varias ocasiones, hasta que Francisco Amoreto Manrique adquirió fincas en esta zona de diversos propietarios. Desde entonces la historia del cortijo de Maspalomas ha estado unida a la familia del conde, y no sólo el pueblo sino el municipio de San Bartolomé de Tirajana y parte de la isla.
Debido a los continuos ataques piratas y con el fin de proteger las salinas, en 1677 Carlos II concede la licencia para la construcción de la Casa Fuerte de Santa Cruz del Romeral, cuyas obras se iniciaron en 1681 y que daría nombre al actual castillo del Romeral. La fortaleza sufrió remodelaciones durante el siglo XVII y tras ellas llegarían a poder alojarse en el recinto hasta trescientos o cuatrocientos hombres. Los servicios prestados por este castillo fueron muy importantes en cuanto a la defensa de la isla, de la industria salinera y de los buques de cabotaje y pesca que perseguidos por los corsarios se refugiaban bajo su potente artillería.
Durante todo el siglo XVII, se producen ocupaciones y cercados ilegales de tierras de realengo, forzando luego a las autoridades a legalizarlo a posteriori con «ventas a tributo». El ataque del corsario holandés Van der Does, que devastó la ciudad de Las Palmas de Gran Canaria en el año 1599, destruyó los archivos y la posibilidad de recaudar numerosos tributos o censos. Las ocupaciones de terrenos comunales provocaron frecuentes disputas entre los ocupantes y los ganaderos a los que se les impedía el uso comunal, llegando a producirse tumultos y luchas.

### SigloXVIII
A principios del siglo XVIII, la Casa Amoreto adquiere el cortijo de Maspalomas, que pasará a formar parte de sus mayorazgos, en los que se encontraban cortijos como el de Juan Grande, Arguineguín o Amurga.
Entre 1706 y 1708 el Cabildo ordenó la realización de nuevos deslindes, con la intención de vender las tierras restantes y salir de la penosa situación financiera en que se encontraba.
En este siglo XVIII se crean muchas capellanías en la zona de San Bartolomé de Tirajana, con grandes superficies. Capellanías eran asignaciones de tierras a la Iglesia católica, a cambio de cargos eclesiásticos para los hijos de los donantes o acortamiento de temidas estancias en el Purgatorio. En 1830 había aún en San Bartolomé de Tirajana dieciséis.
En 1732 se casan los terratenientes Fernando Castillo con su prima Luisa Amoreto, juntando con ello grandes patrimonios. El rey les concede un título del Reino de Castilla: el Condado de la Vega Grande de Guadalupe. Los condes de la Vega Grande de Guadalupe hacen construir la Casa Condal y la ermita de San Fernando el Chico (aún existentes en San Fernando de Maspalomas, y declaradas bienes de interés cultural en 1985), y la Residencia Condal, aún existente hoy como establecimiento hostelero en manos de la familia condal, en Juan Grande. En 1774 la familia adquiere por herencia el mayorazgo de la casa Ruiz de Vergara. El único que mandaba en estas tierras era el conde, hasta tal punto que no permitía que ni se fabricase ni aumentase el número de vecinos dentro de sus terrenos en el lugar de Maspaloma, salvo los medianeros u obreros que trabajaban para el conde.
Los diferentes condes de la Vega Grande construyen en este siglo el llamado camino del Conde para acceder a sus posesiones sureñas. Este camino de carácter privado se convirtió en la principal vía de comunicación por tierra para la gente que vivía y se desplazaba al extremo sur de la isla, prolongándose desde Agüímes hasta Arguineguín. Fue luego punto de referencia en la urbanización de Maspalomas, puesto que el pueblo tuvo un crecimiento lineal, concentrándose las casas a lo largo de dicho camino. Se convirtió en la principal calle del pueblo y en ella se ubicaban los principales edificios y gran parte de las casas de los trabajadores del Condado. La calle Alcalde Marcial Franco formó parte del antiguo camino del Conde.
Pedro Agustín del Castillo describe refiriéndose a Tirajana: 

"...su vecindad, de cuatrocientos dieciséis vecinos, muchos de ellos negros, que se mantiene su color tan atezado como si vinieran ahora de Guinea, ignorando el tiempo de su entrada; sí solo se sabe que son libres de cautiverio." (Descripción histórica y geográfica de las Islas de Canaria. 1737).

Con el paso del tiempo, los descendientes del negro Antón continuaron con la devoción que tenía éste a San Sebastián de Agüimes, conformando la Cofradía de San Sebastián de Tunte.). El fraile mercedario Medinilla escribe acerca del barranco de los Negros (1750-1761):

“Hay en Tirajana muchos negros y mulatos avecindados y muy antiguos. Vi a un negro y lo traté llamado Francisco Liria de 108 de edad cumplidos, cabal en su juicio y buena razón, está casado y no ha tenido más matrimonio que el presente, su mujer no tiene tanta edad... El suegro de este negro murió en esta parroquia de 115 años, llamábase Pedro de la Cruz, era negro también.” (Santiago Cazorla León, Los Tirajanas de Gran Canaria, 1995)

Desde el siglo XVIII se construyó entre Agüimes y Arguineguín el llamado camino del Conde, camino de carácter privado que fue transitado, desde el siglo XVIII hasta el siglo XX, por los diferentes condes de la Vega Grande para acceder a sus posesiones sureñas. Este camino privado acabó convirtiéndose en la principal vía de comunicación por la costa y punto de referencia en la urbanización de Maspalomas, puesto que el pueblo tuvo un crecimiento lineal, concentrándose las casas a lo largo de dicho camino. Se convirtió en la principal calle del pueblo y en ella se ubicaban los principales edificios y gran parte de las casas de los trabajadores del Condado. La calle del alcalde Marcial Franco formó parte del antiguo camino del Conde y es en el único lugar donde se puede, hoy en día, encontrar ciertos edificios del antiguo pueblo de Maspalomas. Las casas se alineaban en el margen sur del camino del Conde, y la llamada Pared Blanca en el margen opuesto, ocultando los campos de cultivo.
A fines del siglo XVIII construye Sebastián Cazorla cerca de Fataga el llamado molino de agua de Fataga, molino de Abajo o de Gurieta, un molino de agua rural aún hoy excelentemente conservado, construido para triturar grano, valiéndose para ello de la fuerza motriz proporcionada por el agua a una maquinaria.

### SigloXIX
Entre 1812 y 1814 entra en vigor la Constitución de Cádiz, durante las luchas contra Napoleón; la Constitución ordena la constitución de ayuntamientos en las poblaciones de más de 1000 habitantes. El Cabildo pasa a ser el Ayuntamiento de Las Palmas, y en 1812 se celebran conforme a la Constitución elecciones para el Ayuntamiento de San Bartolomé de Tirajana, con sufragio censitario. El Ayuntamiento de San Bartolomé de Tirajana tenía dos alcaldes, síndicos y diputados, pero no tenía competencias económicas o presupuestarias, no recaudaba impuestos o cobros por los bienes de propios, que se seguían cobrando desde Las Palmas. Tras el regreso de Fernando VII, se vuelve al sistema anterior. Entre 1820 y 1823 vuelve el sistema constitucional transitoriamente.
En 1813 se da una epidemia en el Sur, muere mucha gente en Maspalomas, Arguineguín y Cercados de Araña, sin recibir los sacramentos, se pone de manifiesto la necesidad de parroquia propia en el expediente de Juan Rodríguez de La Vega. 1814: Al haberse construido una ermita en Santa Lucía, se acuerda la separación de las parroquias de Santa Lucía de Tirajana y de San Bartolomé de Tirajana.
En el año de 1817, los negros de Tunte (descendientes liberados de los esclavos traídos a las plantaciones de caña de azúcar), que formaban una parte significativa de la población, tuvieron un percance con el cura del pueblo, por no haberles permitido llevar la imagen de San Sebastián en la procesión de aquel año:

"Que los morenos de San Bartolomé de Tirajana se quejan de su Cura, porque ellos han estado siempre en la posesión de sacar la función de San Sebastián en aquel puesto, cargada la Efigie del Santo, y que este año el Cura se los han impedido, insultando a los demás de su clase" (ACDC. Actas. Cabildo de 30 de enero de 1817).

Construcción al lado del casco de la Villa del cementerio en 1823, ampliado en 1847. Al ser insuficiente, en 1900 Tomás Arroyo diseñó el actual, de estilo neogótico y finalizado en 1905. Está declarado como bien de interés cultural.
En el censo de 1834 constan 2796 habitantes (de los cuales vivían en Tunte 526, en Maspalomas 430, en Juan Grande 380). En 1860 eran 3076, en 1887, 3653, en 1900, 4644 habitantes. La mayoría jornaleros o aparceros analfabetos.
Entre 1834 y 1835 se crea el partido judicial de Telde, que incluye el municipio de San Bartolomé de Tirajana, donde se crea un juzgado de paz. Y entre 1835 y 1836 el ayuntamiento recibe plenas competencias económicas, se reparten los bienes de propios entre los distintos ayuntamientos de la isla.
Entre 1836 y 1855 se produce la Desamortizaciones de Mendizábal y Madoz. En San Bartolomé de Tirajana sólo sirven para que los terratenientes aumenten aún más su extensas posesiones. El conde de la Vega Grande poseía a mediados del siglo XIX casi un tercio del territorio del municipio de San Bartolomé de Tirajana, aumentando esta cifra hasta el 37 % en el siglo XX. Entre 1873-75, el conde de la época compra el 20 % del territorio de San Bartolomé de Tirajana, en la desamortización civil de los bienes del Estado. Sus principales propiedades, por su extensión, se encontraban en este municipio, dedicándolas en su totalidad a la explotación agrícola y ganadera hasta la aparición del turismo. En 1860 se hace un amillaramiento; conforme a sus datos, el conde de la Vega Grande (que no residía en el municipio) recogía el 55 % del trigo, el 53 % de cebada, el 39 % del millo.
A partir de mediados del siglo XIX la costa, hasta entonces prácticamente despoblada por ser pobre en aguas y vulnerable a los ataques piratas, empieza a estar más poblada.
Entre 1860 y 1878 se da la época dorada del cultivo de la cochinilla para la exportación. Se cultiva sobre todo en las tierras del conde, pero no en las de pequeños agricultores, que practican la agricultura de subsistencia.
- 1870: grave hambruna por sequía, con muchos muertos. Las hambrunas y el fin del cultivo de la cochinilla por el descubrimiento de los colorantes sintéticos basados en anilinas impulsa la emigración de habitantes de San Bartolomé de Tirajana, sobre todo a Cuba. Las escasas industrias (salinas y fabricación de esteras), y las pésimas comunicaciones (que impedían la exportación de productos frescos) estrangulan la economía.
- 1872: El ayuntamiento acuerda la construcción del camino de la Plata, que conectaría Tunte con Las Palmas de Gran Canaria a través de Teror, por el pésimo estado del camino existente (el camino hacia el mar y luego por la costa hasta la capital era tan malo también que las mercancías solían llevarse desde el puerto de Arguineguín en barco de cabotaje en vez de por tierra).
- 1874: Restauración de los Borbones, comienza un período de estabilidad en España y en el municipio de San Bartolomé de Tirajana, que pasa a ser gobernado continuadamente por alcaldes del partido liberal. Los gobiernos municipales están completamente controlados por los terratenientes (caciquismo).
- 1890: Primeras elecciones por sufragio universal al Ayuntamiento de San Bartolomé de Tirajana.
- 1890: Inauguración del Faro de Maspalomas (56 metros de alto, 58 sobre el nivel del mar, declarado bien de interés cultural), hoy emblemático del municipio, y del anejo Muelle de Maspalomas, para permitir transporte a la capital ante la falta de carretera por la costa. El muelle sirvió para transportar al lugar los materiales de construcción, y tras su instalación fue base de un buque que iba cada mes a Las Palmas de Gran Canaria. La carretera y servicio de postas llegaba desde Las Palmas aún entonces sólo hasta Agüimes, y desde allí se seguía a pie o caballo hacia el Sur. Tras la construcción del muelle, se inició un servicio de transporte en barco hacia Las Palmas, con periodicidad mensual.
- 1894: La Reina Regente María Cristina concede al municipio, a petición del ayuntamiento, el título de villa. Real decreto de concesión del título de villa para San Bartolomé

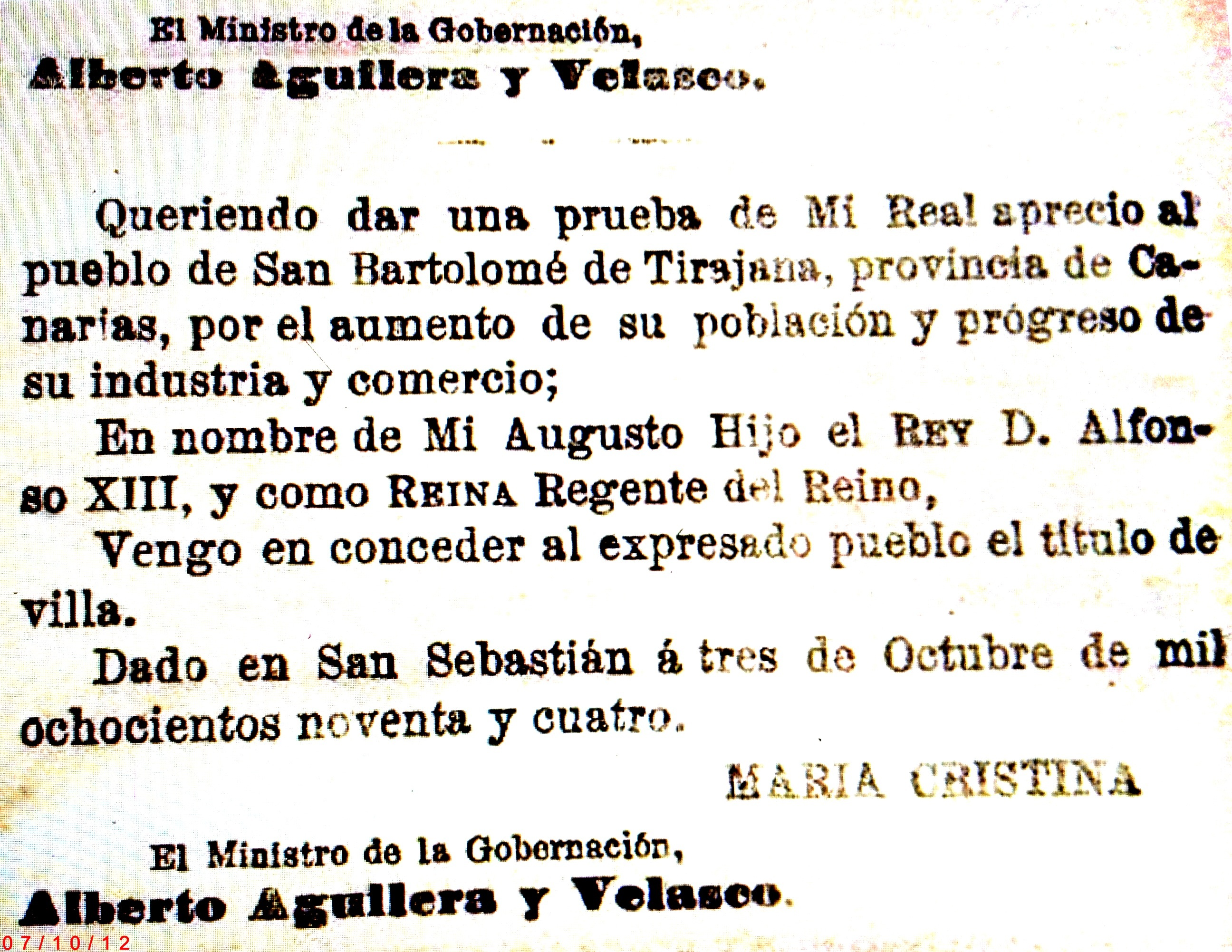
Real decreto de concesión del título de villa para San Bartolomé

- El conjunto de caminos reales o senderos consolidado a finales del siglo XIX en Gran Canaria se centraba en la ciudad de Las Palmas de Gran Canaria, desde la que partían las dos vías más importantes: la de Gáldar y la que llegaba a Telde. El camino de La Plata, ruta trashumante de la Mesta chica, cerraba el circuito que unía Gáldar y Tirajana. El camino del Sur transcurría por el Salto del Castellano, Jinámar, Telde, Carrizal de Ingenio, Tirajana, Punta de Maspalomas, Puerto Rico, Mogán, y La Aldea. Al concluir la centuria, las carreteras enlazaban ya Las Palmas de Gran Canaria con Agaete y con San Mateo, mientras que la del Sur llegaba a Agüimes por Jinámar, Telde e Ingenio.

### SigloXX
- Durante la guerra civil española, el ejército construye la carretera de Tunte a Ayacata, posteriormente asfaltada por Obras Públicas.
- El primer vuelo chárter llega a Gran Canaria en la Navidad de 1957, un avión de la compañía sueca Transair AB con sus 54 plazas ocupadas. Empezaba la época del turismo de masas.
- A mediados del siglo XX se construye la carretera comarcal C-812.
- En 1961 se inauguró el poblado de San Fernando (posteriormente sustituido por otras construcciones); Alejandro del Castillo y del Castillo, 8.º conde de la Vega Grande, había cedido los terrenos sobre los que Estado construyó las viviendas de estilo canario, para sus aparceros, costeando el condado la iglesia, la escuela y la urbanización.
- En 1961, el conde Alejandro del Castillo convocó el Concurso Internacional Maspalomas Costa Canaria, que significaría el comienzo de la promoción como destino turístico de Maspalomas. El concurso lo ganó la empresa francesa Société Pour L'Etude Tecnique d'Amenagements Planifiés (S.E.T.A.P.), cuyo proyecto sin embargo fue modificado durante el posterior bum turístico, que alteraría buena parte del medio natural. De la noche a la mañana, la zona conocida como Maspalomas se convirtió en uno de los centros turísticos más importantes de España, borrando su pasado agrario en pocas décadas, y sustituyendo finalmente a la capital como destino turístico por su mejor clima.

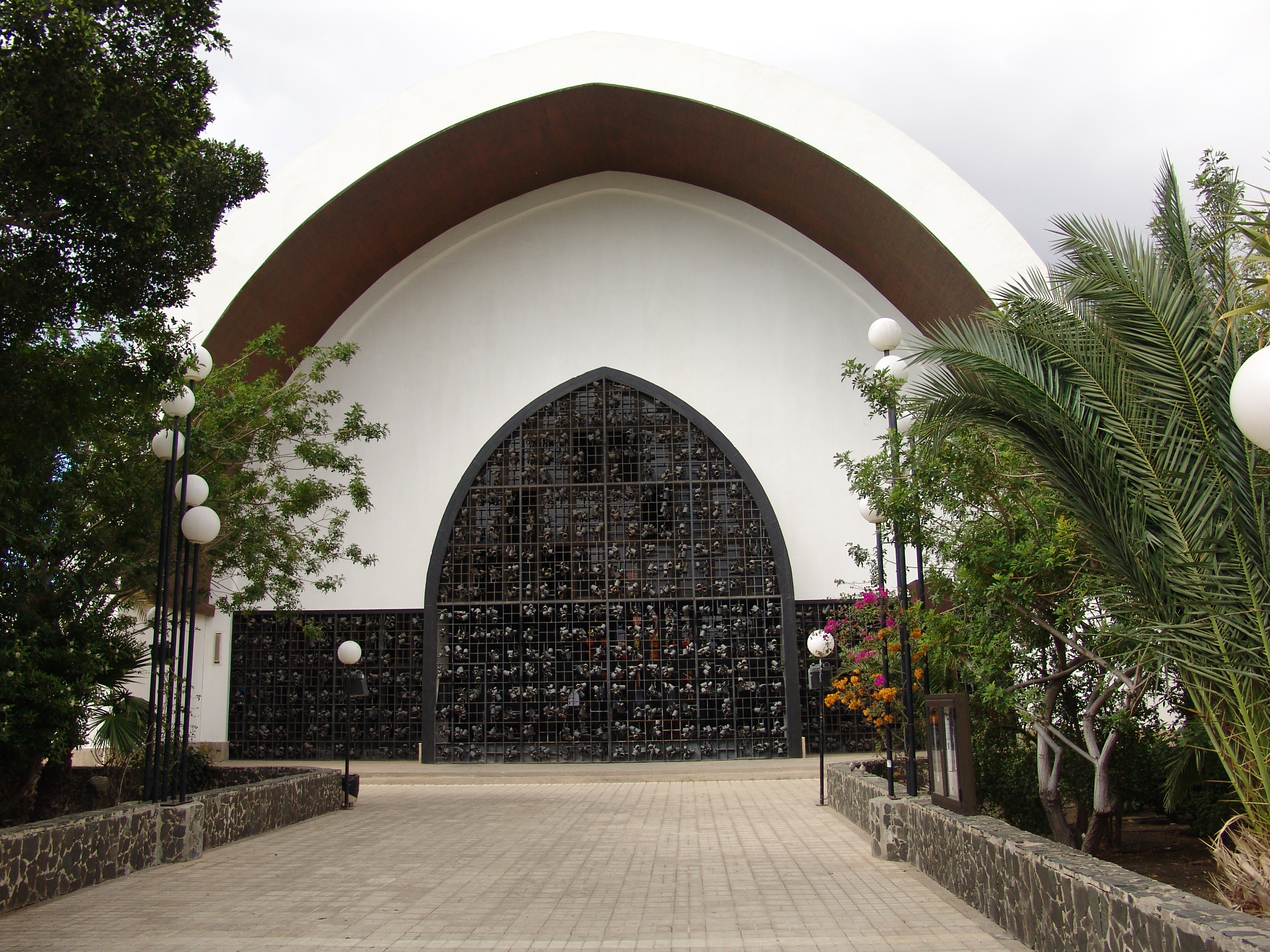
Templo ecuménico en Playa del Inglés

- 1968: Se inicia la construcción del templo cristiano-ecuménico de El Salvador, del arquitecto D. Manuel de la Peña Suárez. La edificación se culminó en 1971.
- La autopista de gran capacidad GC-1, Las Palmas de Gran Canaria - Arguineguín fue ejecutada en distintas fases desde la década de los 70 hasta los 90 (posteriormente fue ensanchada y alargada hasta Mogán), discurre prácticamente paralelos a la antigua C-812, estableciendo entre ambas infraestructuras un corredor integral de transporte por carretera que constituye en la actualidad la principal vía de comunicación entre la capital de la isla y el aeropuerto con toda la zona Sur de Gran Canaria.

## Demografía
San Bartolomé de Tirajana cuenta con una población de 54 116 habitantes (INE 2024).
| Gráfica de evolución demográfica de San Bartolomé de Tirajana entre 1842 y 2021 |
| |
| Población de derecho según los censos de población del INE Población de hecho según los censos de población del INEEn estos censos se denominaba San Bartolomé: 1842, 1857, 1860 y 1877 |

## Administración y política

### Gobierno municipal

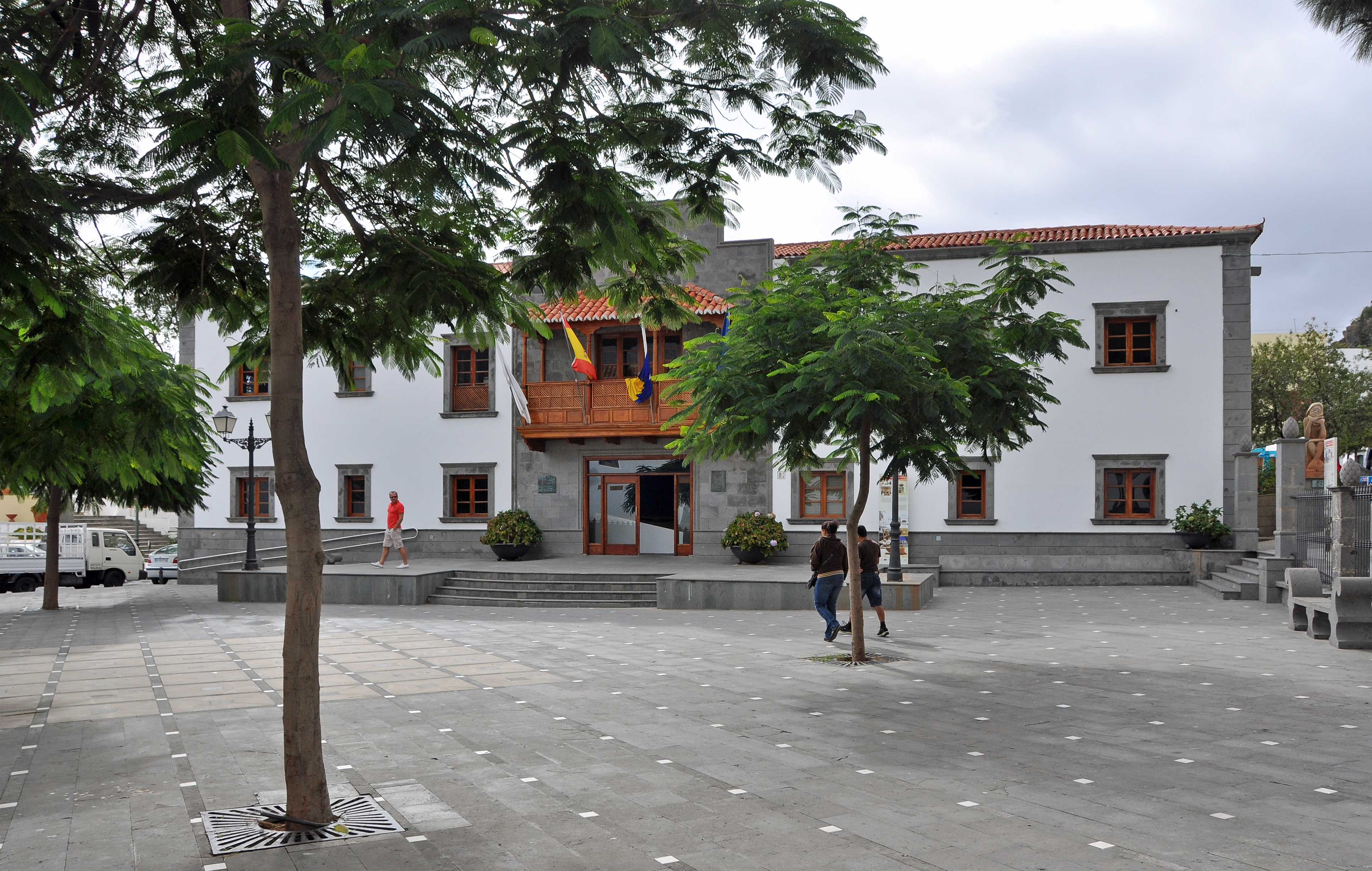
Casa consistorial

El ayuntamiento tiene dos sedes: una situada en el pequeño pueblo de Tunte (donde se celebran los plenos municipales), y otra situada en la zona de Maspalomas. Desde 2011, por problemas de inundaciones fluviales, las oficinas municipales del ayuntamiento en Maspalomas, tras haber estado desperdigadas por diversos inmuebles del municipio, ocupan las instalaciones de la que iba a ser la biblioteca en San Fernando de Maspalomas.
De una previsión de gastos de 72 300 000 € en el presupuesto del año 2008 se pasó en el año 2009 a 69 185 000 € y a 66 920 000 € en el 2010, según datos del Ministerio de Economía y Hacienda. El Ayuntamiento de San Bartolomé de Tirajana ha aprobado para el año 2015 un presupuesto total de 74 395 637,59 euros. Los ingresos presupuestados en 2015 son de 74 290 000 €, destacando los 22,5 millones procedentes de la contribución urbana por los bienes inmuebles; los 2,7 millones por plusvalías; los 5,5 millones por el Impuesto de Actividades Económicas (IAE); los algo más de 3 millones de subvenciones que aportan otras administraciones y los casi 2,4 millones de ingresos patrimoniales.
El Ayuntamiento no tiene deudas, siendo por ello uno de los municipios españoles económicamente más saneados.
El Plan General de Ordenación Urbana del municipio, de 1996, está actualmente en fase de modificación/adaptación, habiéndose delegado tal función por el yuntamiento a la empresa pública, dependiente del Gobierno de Canarias, GESPLAN. La consideración de la mayor parte de la zona urbana como turística (y la consiguiente prohibición de residir en ella, así como la obligación de dar los inmuebles en arrendamiento turístico bajo el principio de unidad de explotación previsto en la normativa turística canaria) ha provocado alarma entre los cerca de 16 000 empadronados en la zona turística. Hasta el 30 de septiembre de 2015 (fecha del fin del plazo para presentar alegaciones) se presentaron más de 8000, la mayoría solicitando un uso residencial o mixto.
| Partido político                                        | 2023                | 2023                | 2023                | 2019                | 2019                | 2019                | 2015                | 2015                | 2015                | 2011                | 2011                | 2011                | 2007  | 2007  | 2007       |
| Partido político                                        | Votos               | %                   | Concejales          | Votos               | %                   | Concejales          | Votos               | %                   | Concejales          | Votos               | %                   | Concejales          | Votos | %     | Concejales |
| Partido Popular (PP)                                    | 5363                | 26,42               | 7                   | 5123                | 26,76               | 8                   | 8369                | 44,04               | 13                  | 8769                | 46,08               | 14                  | 1312  | 6,94  | 1          |
| Coalición Canaria (CC)                                  | 4828                | 23,79               | 7                   | 2368                | 12,36               | 4                   | 712                 | 3,75                | 0                   | 884                 | 4,65                | 0                   | 367   | 1,94  | 0          |
| Partido Socialista Obrero Español (PSOE)                | 4045                | 19,93               | 6                   | 4686                | 24,47               | 7                   | 2501                | 13,16               | 4                   | 2434                | 12,79               | 3                   | 3949  | 20,89 | 5          |
| Nueva Canarias (NC)                                     | 3390                | 16,70               | 5                   | 3141                | 16,40               | 5                   | 2945                | 15,50               | 4                   | 4039                | 21,23               | 6                   | 4938  | 26,12 | 6          |
| Podemos-San Bartolomé de Tirajana Puede (SBTPuede)      | 310                 | 1,52                | 0                   | 753                 | 3,93                | 0                   | 1679                | 8,83                | 2                   | —                   | —                   | —                   | —     | —     | —          |
| Unidos por Gran Canaria (UxGC)                          | 234                 | 1,15                | 0                   | 907                 | 4,73                | 0                   | 1416                | 7,45                | 2                   | —                   | —                   | —                   | —     | —     | —          |
| Agrupación de Vecinos de San Bartolomé de Tirajana (AV) | Con Partido Popular | Con Partido Popular | Con Partido Popular | Con Partido Popular | Con Partido Popular | Con Partido Popular | Con Partido Popular | Con Partido Popular | Con Partido Popular | Con Partido Popular | Con Partido Popular | Con Partido Popular | 5707  | 30,19 | 8          |
| Ciudadanos (CS)                                         | —                   | —                   | —                   | 1089                | 5,68                | 1                   | —                   | —                   | —                   | —                   | —                   | —                   | —     | —     | —          |
| Compromiso Por Gran Canaria (CGCa)                      | —                   | —                   | —                   | —                   | —                   | —                   | —                   | —                   | —                   | 1508                | 7,93                | 2                   | 1296  | 6,86  | 1          |

### Organización territorial
Un alto número de localidades turísticas de la isla se encuentran en la costa del municipio de San Bartolomé de Tirajana. De norte a sur, sobresalen Tarajalillo (Bahía Feliz), Playa del Águila, Morro Besudo, San Agustín, Playa del Inglés, Campo Internacional, Campo de Golf, Sonnenland, Faro de Maspalomas, Meloneras y Pasito Blanco.
Los núcleos de Las Meloneras y Pasito Blanco se instalan sobre las playas homónimas y se caracterizan por su marcado carácter turístico. Centros comerciales, instalaciones alojativas y locales recreativos constituyen la oferta de servicios. Es destacable la presencia del Palacio de Convenciones y Congresos en Las Meloneras, abierto en 2008, que imprime al paisaje un cierto carácter vanguardista.
Pasito Blanco es un complejo de acceso restringido orientado a las actividades deportivas marinas, destacando su puerto, que recibe embarcaciones de banderas de las más diversas nacionalidades. Cuenta con lujosas instalaciones alojativas de baja densidad y completos servicios portuarios.
De los núcleos urbanos residenciales cabe destacar, además de la capital del municipio, Tunte, San Fernando de Maspalomas, El Tablero de Maspalomas, El Hornillo, y Castillo del Romeral. El municipio de San Bartolomé de Tirajana tiene multitud de pequeños núcleos rurales. Cabe destacar, entre otros, Aldea Blanca, Ayacata, Ayagaures, Juan Grande, Cercados de Espino, Cercados de Araña, Fataga, La Plata, El Sequero Bajo, La Culata, Risco Blanco, Lomito de Taidía, Taidía Alto, Taidía, Los Moriscos, Agualatente, La Montaña Alta, La Montaña Baja, Montaña La Data, Hoya Grande, Perera, El Salobre, El Trejo, Ciudad de Lima, Casas Blancas, Sitios de Arriba, Sitios de Abajo, Arteara, El Sao, Las Crucitas, El Matorral, Los Rodeos y Agadir. La mayoría de la población está en la urbanización turística de la costa, pese a que oficialmente la cabeza, casco de la villa o capital del municipio sigue siendo, por motivos históricos, el pequeño pueblo de Tunte, también nombre de origen aborigen prehispánico del lugar donde se haya asentado dicho barrio.

## Economía
El turismo es el monocultivo de la zona costera, mientras que conforme ascendemos, se aprecia un tiempo más fresco, una tierra más fértil y una mayor actividad agrícola.
Terrenos rústicos (29 615 hectáreas), divididos en 9369 parcelas catastrales: pastos y terrenos incultos 85,90%; especies maderables de crecimiento lento: 9,5%; regadíos, 2,3%; frutales, 1,1%, cultivos de secano, 1%. (Fuente: Catastro, 2009)
El turismo, principal actividad económica en el municipio, se encuentra en estos momentos en una fase de adaptación. Diferentes estudios y planes organizados que atienden a la demanda actual y elaborados con la participación de diferentes instituciones como son la ULPGC, ayuntamiento, cabildo y Gobierno de Canarias, se están poniendo en práctica con el fin de resaltar la identidad del municipio y sus innumerables valores.
En ellos también se atiende a la modernización de la planta hotelera que, al ser un municipio pionero a nivel turístico deja ver en su estructura urbana el paso del tiempo, intentando conservar lo artístico o patrimonialmente valorado y sustituyendo lo que ya ha quedado obsoleto.
En estos planes se contemplan nuevas construcciones como un parque recreativo temático multiaventuras y un centro de alto rendimiento vinculado a los deportes de motor en la Punta de Tarajalillo. También en la Punta de Tarajalillo la creación del parque temático Wake Park Feliz, dedicado principalmente a la oferta de deportes acuáticos.

## Cultura

### Fiestas
En cuanto a las fiestas locales, se pueden nombrar la Festividad de Santiago Apóstol el 25 de julio y la Festividad de San Bartolomé Apóstol, celebrada cada 24 de agosto.

### Yacimientos arqueológicos
Como se recoge en la Guía Arqueológica de San Bartolomé de Tirajana, hay numerosos yacimientos arqueológicos distribuidos a lo largo de todo el municipio, desde la orilla del mar hasta las montañas: restos de casas de piedra seca y otras estructuras existentes en Punta Mujeres (Maspalomas), en Llanos de Pargana, Lomo Perera, Barranco de Fataga, etc., o conjuntos trogloditas que se acompañan de graneros, como sucede en el enclave de Rosiana, o el conjunto de torretas existentes en Barranco Hondo (posiblemente con fines de culto), o los conjuntos de cazoletas y canalillos de Lomo del Pajarcillo y los del Campanario. Para dar sepultura a sus muertos, los aborígenes canarios usaron cuevas y también levantaron túmulos, dando lugar incluso a grandes cementerios, como el de Arteara.
- Yacimientos en Maspalomas: Necrópolis de Maspalomas; Lomo Perera: construcciones aborígenes; cuevas del barranco de los Vicentes: cuevas naturales de carácter habitacional y funerario; El Canalizo: Enclave arqueológico; Casas del Maestro: viviendas aborígenes El Tranquillo; Morro de La Palmita: observatorio astronómics; Degollada de La Yegua: tres morretes de Gigatana: viviendas y enterramientos; Arteara: Necrópolis con enterramientos tumulares; El Lomito: Casa Honda del Lomito; restos de viviendas en Caserones; restos de vivienda en Casa del Padrino, y en Llanos de Manzanilla; Monte León, cuatro estructuras y grabados; restos de casas en Mogarén Grande y Mogarén Chico y Casa del Canario; El Arquillo, casa; Morro de Las Vacas, estructuras de piedra seca; Morro de La Cruz Grande, casa, torreta y enterramiento.
- Yacimientos en El Salobre: barranco de El Salobre, cuevas naturales usadas como viviendas, playa de Montaña La Arena, enterramientos; barranco de El Hornillo, cueva funeraria; Meloneras., construcciones aborígenes; Punta Mujeres. túmulos.
- Yacimientos en Amurga: Castillo del Romeral, restos del castillo, Construcción semicircular, una torreta y corral;

barranco Tarajalillo. Estación Rupestre compuesta por Grabados; Hoya de Toledo. 84 caracteres rupestres; Mesa del Macho. promontorio rocoso con estructura semicircular; Majadilla de Berriel y Montaña de Las Tabaibas: cuevas naturales labradas; Altos del Coronadero, torretas cilíndricas de lajas; Los Castillejos. torretas, cuevas, goros y corrales; barranco de Las Palmas, casa con grabados geométricos; Lomo de Pajarcillo, vestigios arqueológicos; El Talayón. estructura de piedra seca y torreta; El Túmulo de Amurga, enterramiento tumular, con un torreón central.
- Yacimientos en la Caldera de Tirajana: Lomo de las Pulgas, estructura muy alterada y compleja con morfología circular; Montaña de Rosiana, conjunto de Cuevas labradas; San Bartolomé de Tirajana, casa aborigen con morfología circular e interior de planta cruciforme; Las Pilas de los Canarios: pilas y canales labrados.

### Lugares de interés
- Faro de Maspalomas
- Dunas y playa de Maspalomas
- Casas Condales en San Fernando de Maspalomas y en Juan Grande
- Casa canaria en San Bartolomé de Tirajana.
- Iglesia de San Bartolomé de Tirajana
- Templo ecuménico El Salvador, en Playa del Inglés
- Fataga
- Palmitos Park
- Hoteles en la zona de Meloneras (Villa del Conde, Baobab)
- Playa del Inglés (donde en 1985 se inaguró el hotel Riu Palace Palmeras, el primero de la cadena fuera de las Islas Baleares).[14]
- Molino de Cazorla
- Cementerio Monte Pibre

Iglesia de San Bartolomé
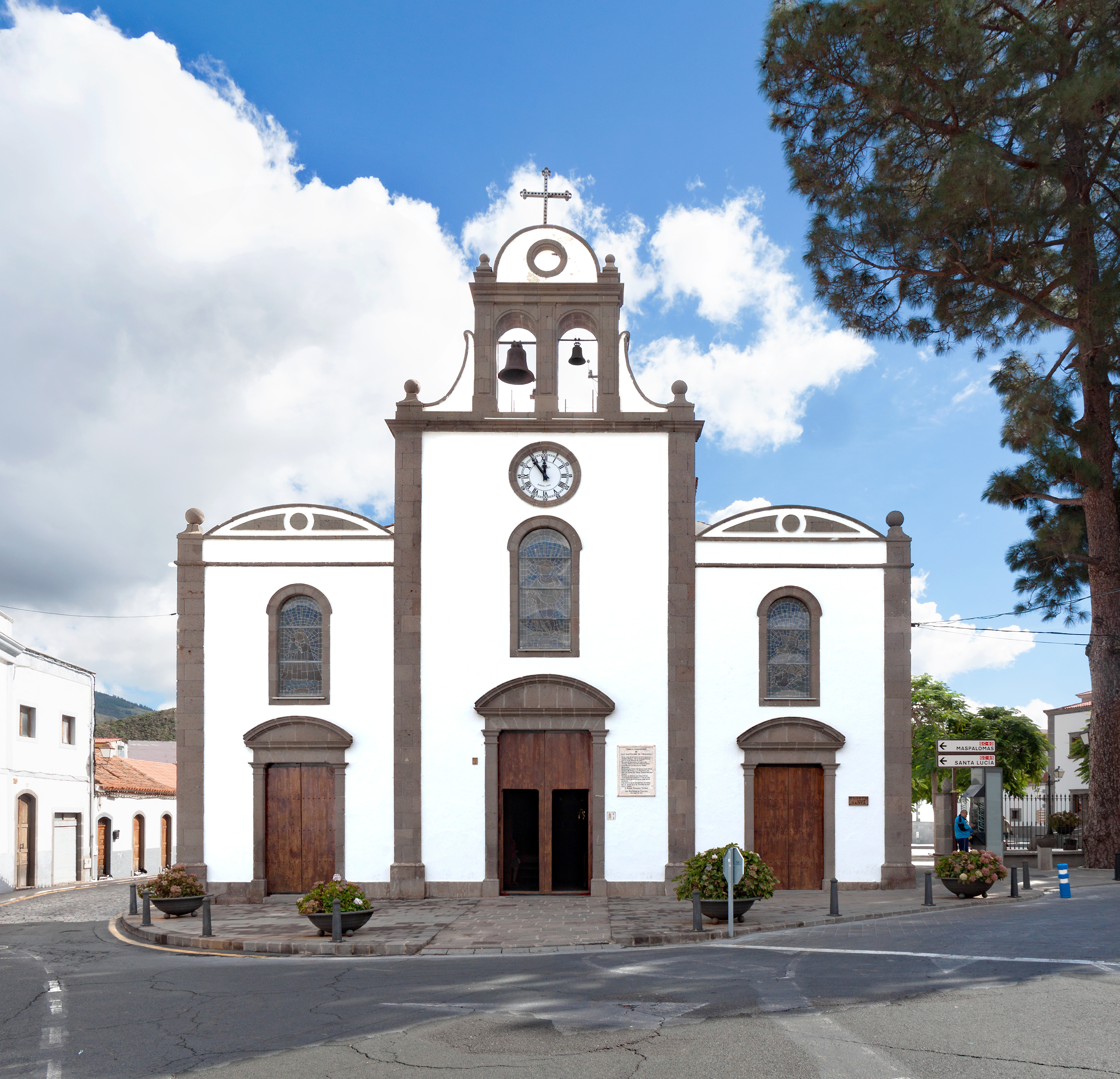
Fachada del oeste
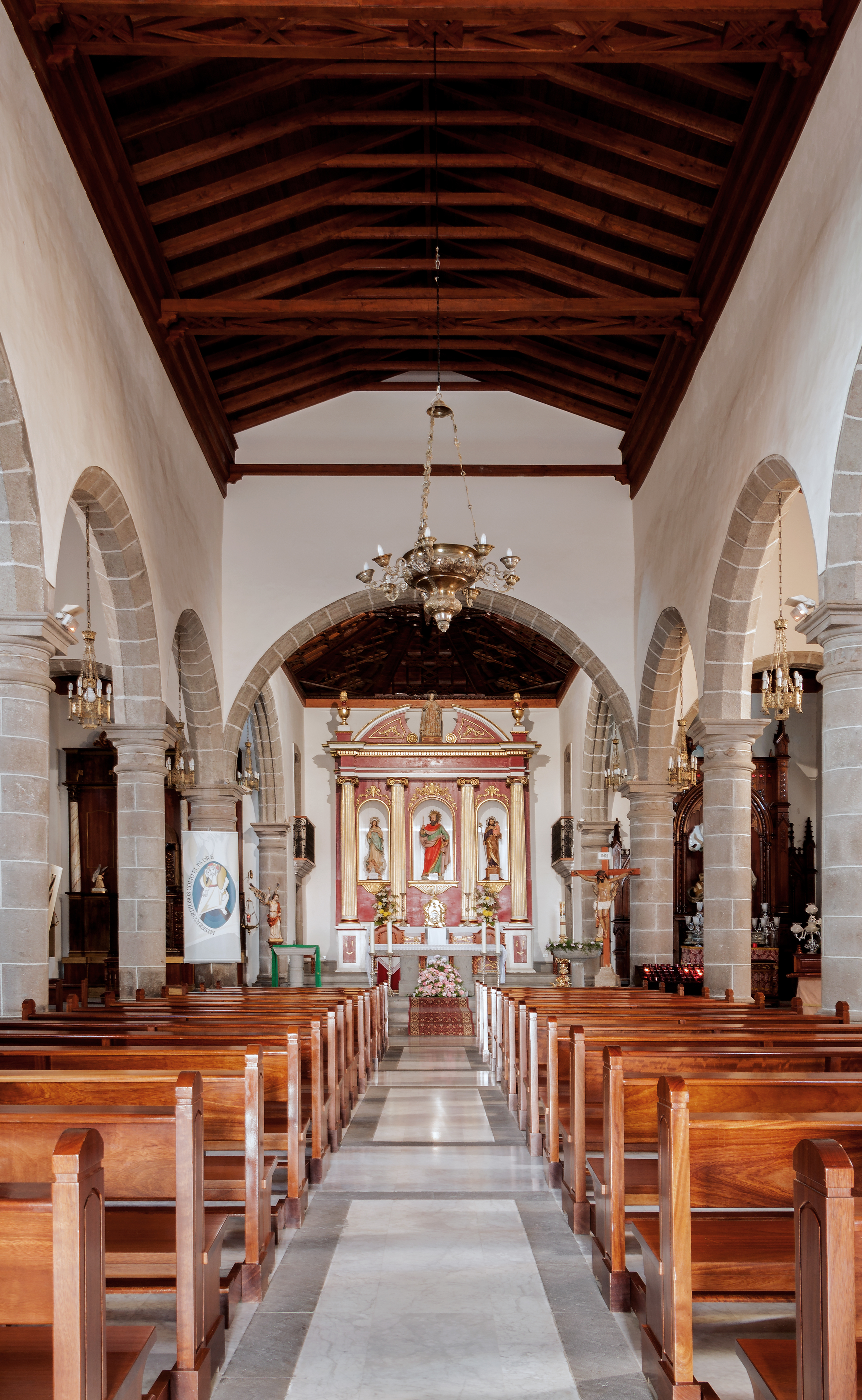
Interior
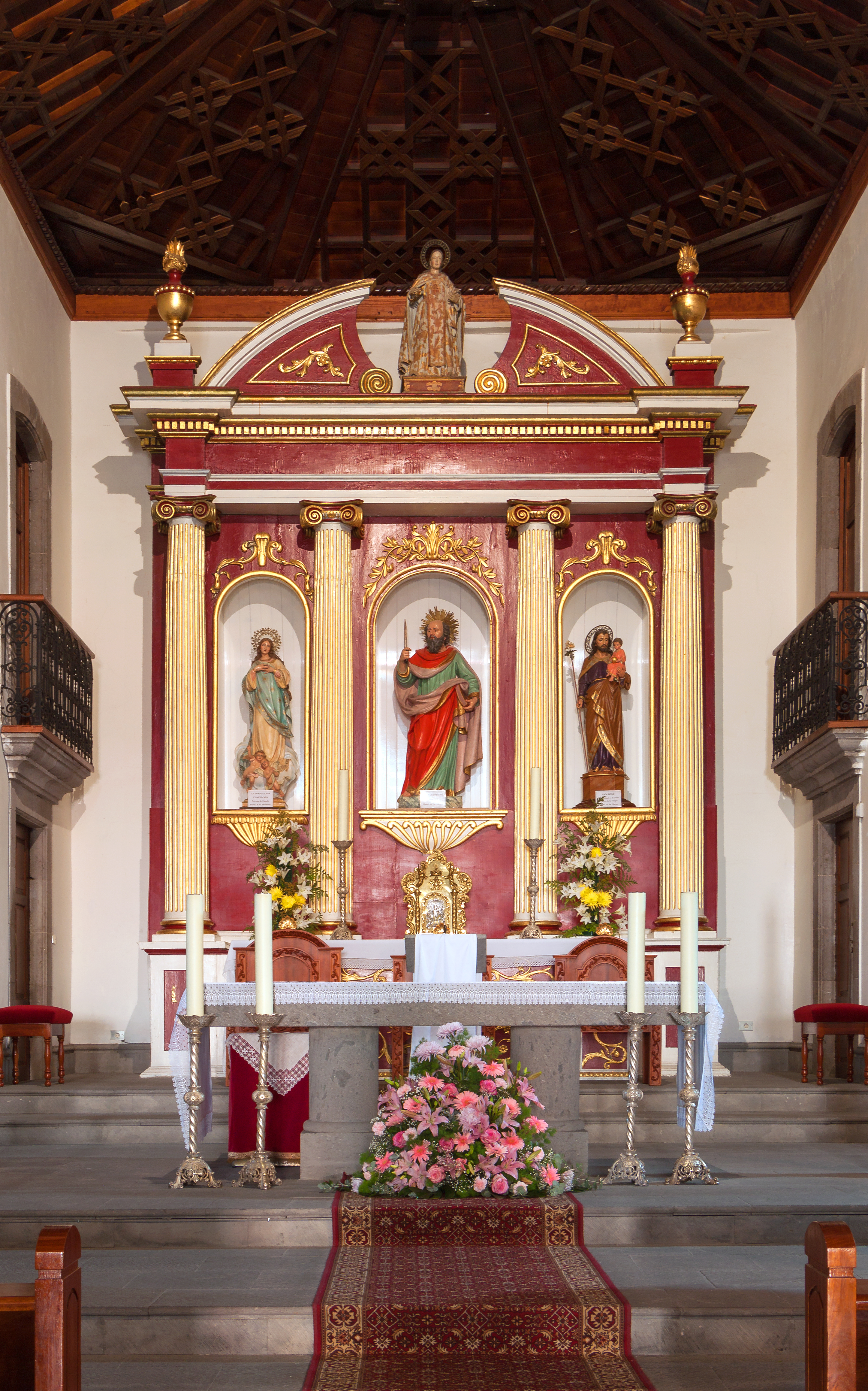
Altar mayor
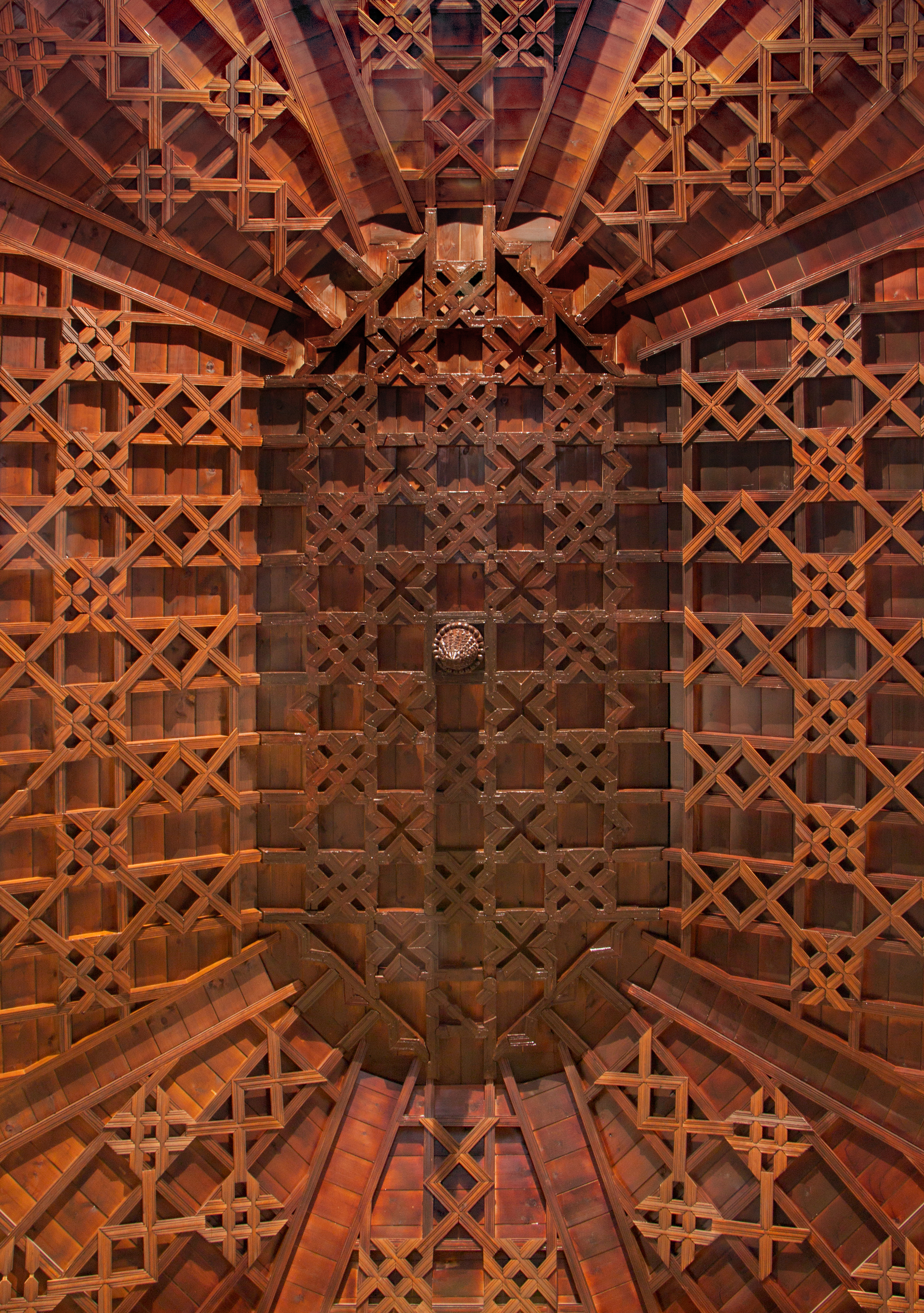
Techo de la capilla Mayor
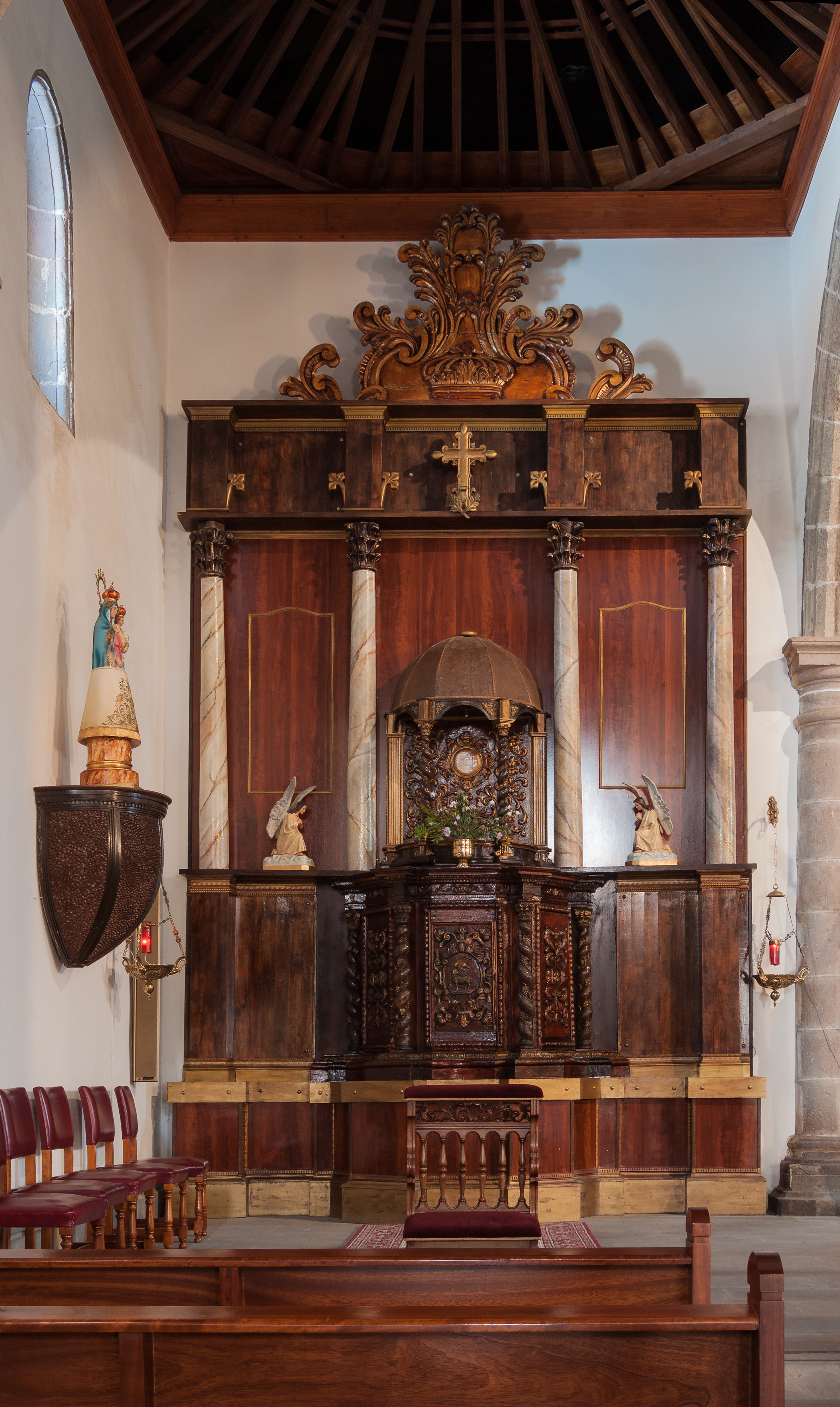
Altar del Sacramento
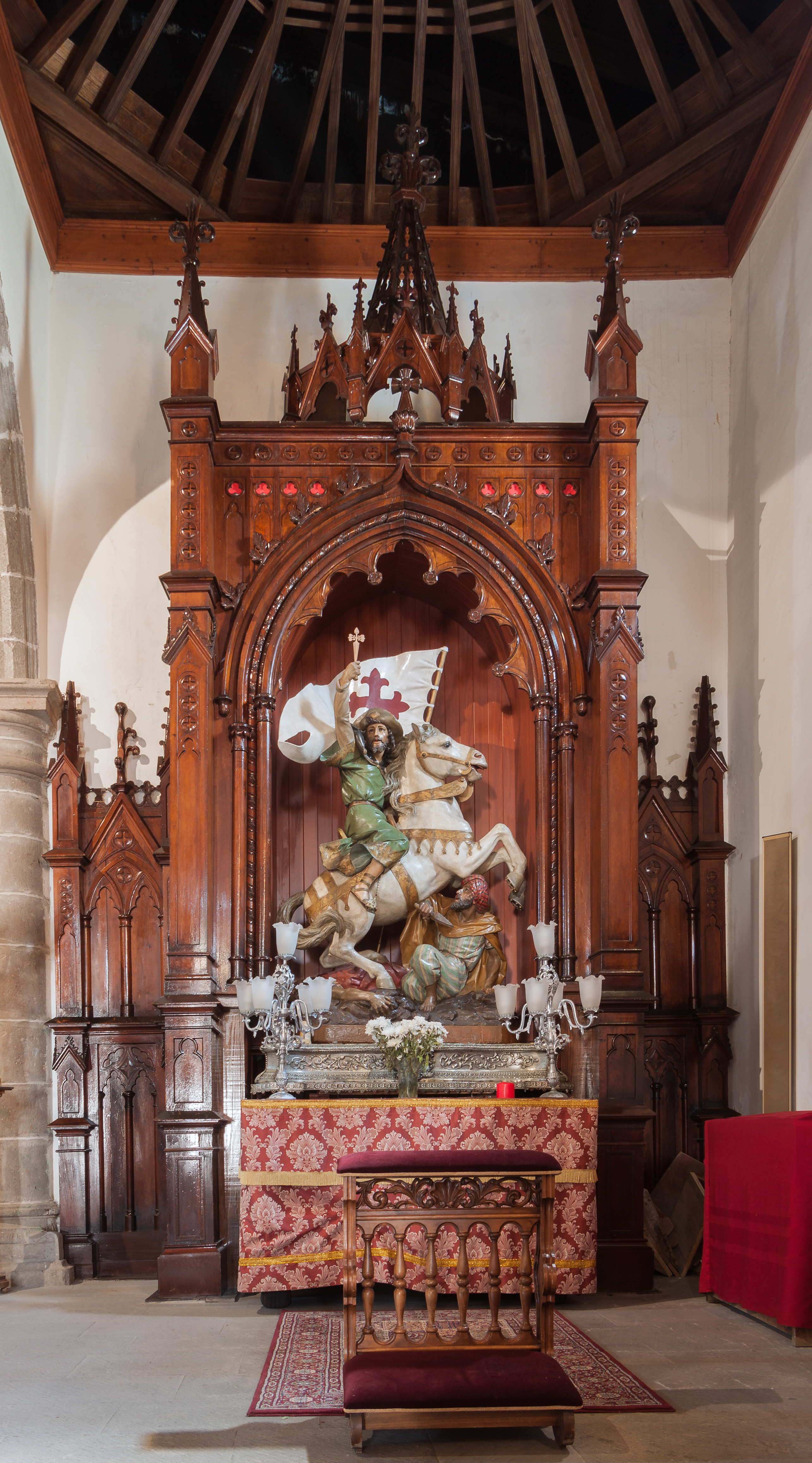
Altar de Santiago Apóstol
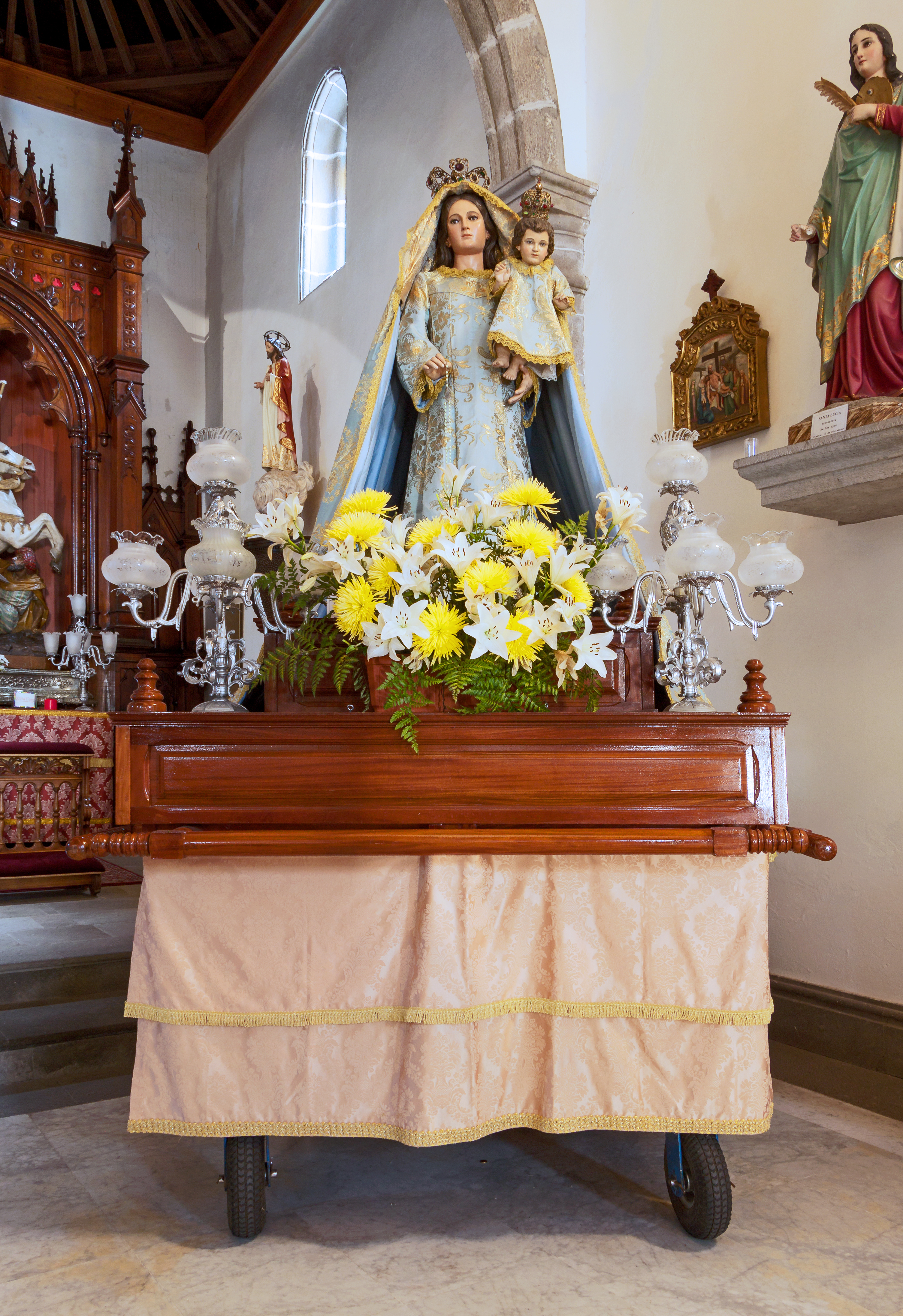
Nuestra Señora la Virgen del Rosario
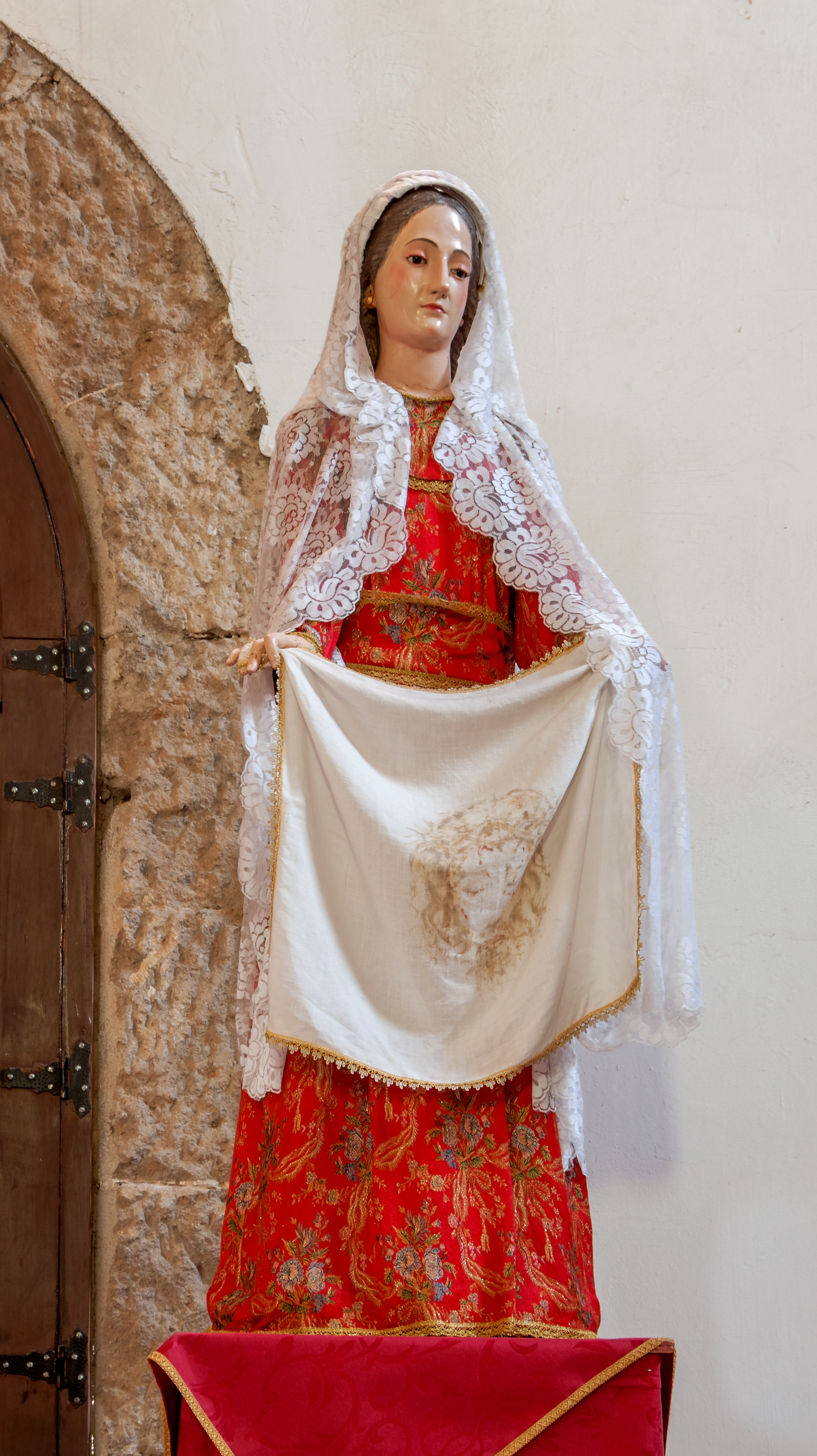
Santa Verónica
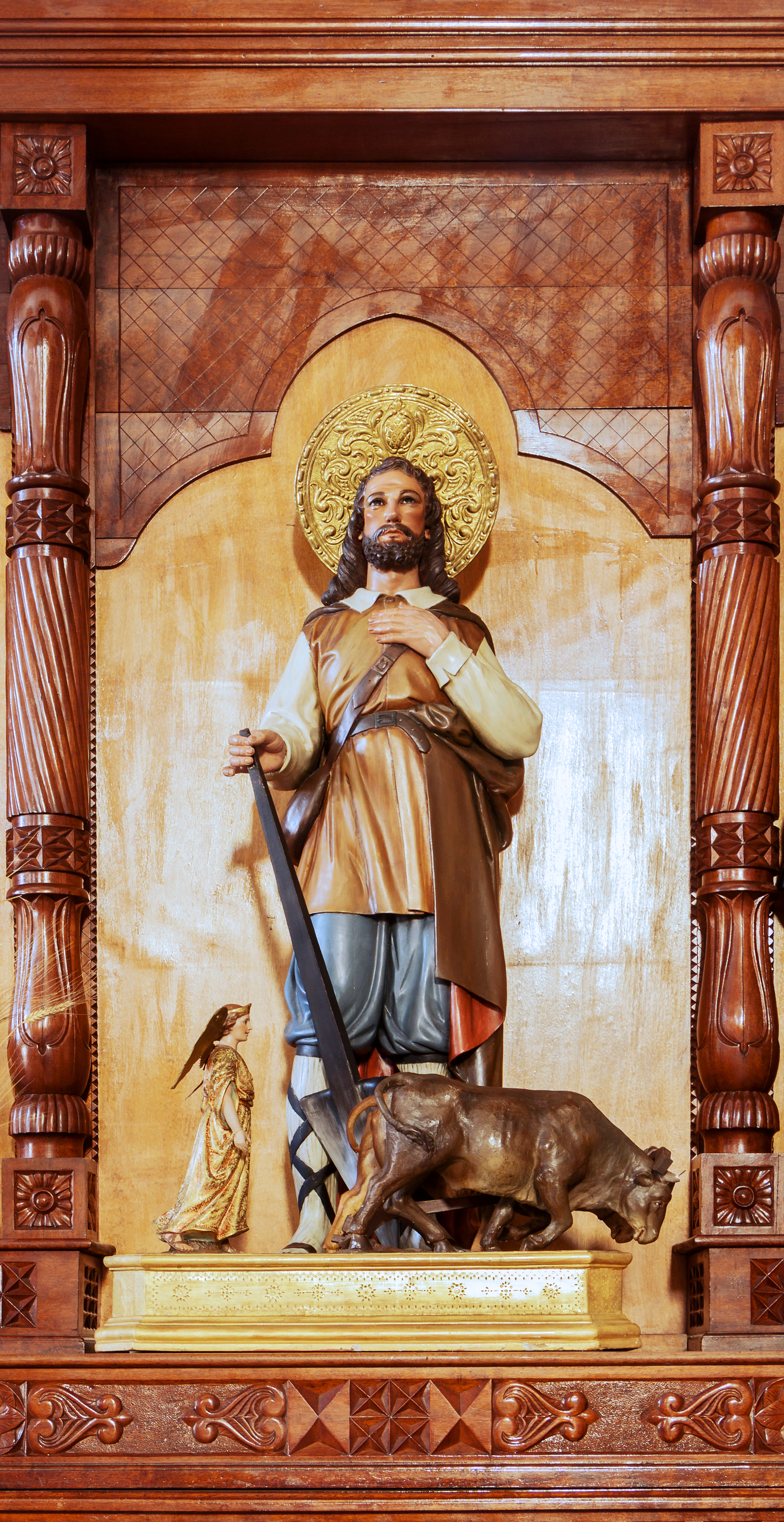
San Isidro Labrador
Ventanas

## Ciudades hermanadas
- Alajuela, Costa Rica
- Elche, España
- Segovia, España